# شیروکیا
شیروکیا (به ژاپنی: 白木屋 Shirokiya))، زنجیره‌ای از فروشگاه‌های بزرگ و سایر مؤسسات خرده‌فروشی بود که در ژاپن تأسیس شد و بعداً در هونولولو تحت مالکیت شیروکیا هولدینگ، LLC، یک شرکت مبتنی بر ایالات ایالات متحده واقع شد. آخرین مکان این شرکت در سال ۲۰۲۰ بسته شد.